# Edward Grajnert
Edward Honorat Grajnert (ur. 1876 w Warszawie, zm. 20 kwietnia 1907 w Łodzi) – polski artysta malarz, ofiara morderstwa.

## Życiorys
Ukończył prywatne gimnazjum Beniego w Warszawie, szkołę rysunkową w Warszawie oraz Akademię Sztuk Pięknych w Krakowie (1894–1897), gdzie był uczniem Teodora Axentowicza. Na ASP w Krakowie został wyróżniony srebrnym i brązowym medalem oraz stypendium Sobańskich na dalsze kształcenie. Następnie wyjechał do Rzymu, Florencji i Wenecji, gdzie przez 8 lat przebywał na studiach, by w 1905 powrócić do Polski i zamieszkać w Warszawie. Tam uczył w prywatnej szkole malarstwa dla kobiet Aureli Conti, a następnie w progimnazjum polskim w Łodzi.
Opracował przewodnik artystyczny po Rzymie oraz podręcznik perspektywy.
Malował przeważnie włoskie pejzaże z okolic Rzymu, sceny mitologiczne i portrety. Swoje prace wystawiał m.in. w Paryżu. 2 jego obrazy znajdują się w Muzeum Narodowym w Warszawie.

### Śmierć
Grajnert wracając z pracy w progimnazjum polskim, szedł w towarzystwie chłopca wzdłuż ulicy Wólczańskiej. O godzinie 14:30 na rogu ulic: Wólczańskiej i Benedykta (późn. ul. 6 Sierpnia) w Łodzi dobiegło do niego trzech mężczyzn, odpychając chłopca. Dwóch z nich przytrzymało Grajnerta, a trzeci od tyłu kilkukrotnie strzelił w głowę malarza. Przybyły na miejsce lekarz stwierdził zgon. Po usłyszeniu wystrzałów z pobliskich fabryk – Hirszberga i Wilczyńskiego oraz Guzego wybiegli robotnicy, którzy rzucili się w pogoń za przestępcami. Jeden z bandytów pobiegł ul. Benedykta (obecnie 6 Sierpnia) i skręcił w ulicą Długą (obecnie ul. Gdańska), a następnie wbiegł na teren posesji nr 84, z której przeskoczył na teren posesji nr 82, gdzie schwytali go robotnicy. Przestępcę zaprowadzono na teren fabryki Guzego (ul. Długa 91). Około 17:00 zbrodniarza przewieziono na pusty plac przy ul. Łąkowej, tam zeznał że nazywa się Aleksander Grobelny i ma 23 lata. Wskazał także swoich wspólników oraz powiedział, że morderstwo zostało mu zlecone. Został rozstrzelany przez robotników. Wyrok wykonano około 17:30 na placu przy ul. Łąkowej, za fabryką Teodora Tiatzena. Pozostałych przestępców nie odnaleziono.
Po jego śmierci urządzono wystawę prac, z której dochód przeznaczono na utrzymanie wdowy po Grajnercie oraz jego dziecka.

### Życie prywatne
Był synem literata – Józefa Grajnerta oraz Ludwiki z domu Dmochowskiej. W 1899 w Topoli Królewskiej ożenił się z Jadwigą Heleną z domu Gorzeńską, z którą miał syna – Andrzeja Mariana (ur. 1906). Miał brata Józefa, który także zginął w wyniku morderstwa w 1895.
W 1909 roku ufundowano mu pomnik w części rzymskokatolickiej Starego Cmentarza w Łodzi.

## Znane obrazy
- Portret Edwarda Okunia,
- „Psyche po stracie Amora”[9]
- „Ruiny Bramy” (1901)[17]
- „Villa d´Este” (1902)[11].

## Publikacje
- Artystyczno-informacyjny przewodnik po Rzymie z planem miasta, Lwów: Druk. Słowa Polskiego, 1903[2].